# Bret Harte
Bret Harte,  ameriški pisatelj in pesnik, avtor kratkih pripovedi in urednik literarnih revij; * 25. avgust 1836, Albany, New York, † 5. maj 1902, Camberley, Anglija.

## Življenje
Kot otrok je bil izjemno navdušen nad branjem in literaturo, pri 11 letih je objavil satirično pesem, ki je v družinskem krogu povzročila zasmehovanje. S formalnim izobraževanjem je končal pri 13 letih, pri 17 letih se je preselil v Kalifornijo, kjer je delal kot rudar, učitelj, kurir in novinar.
V času pokola indijanskega plemena Wiyot je delal kot pomočnik urednika pri časniku Northern Californian. Urednik Stephen Whipple je bil takrat odsoten, nadomestil ga je Bret Harte in objavil zelo podrobno in slikovito analizo dogodka. Zaradi smrtnih groženj se je odselil v San Francisco. Avgusta leta 1862 se je poročil z Anno Griswold. Zakon naj bi bil na začetku izjemno buren zaradi njenega ekstremnega ljubosumja. Za časopis Golden era je pisal parodije na račun velikih piscev, kot sta Dickens in Hugo. Urejal je časnik The Californian. Leta 1868 je postal urednik literarne revije The Overland Monthly, kjer je objavil zgodbo z divjega zahoda The Luck of Roaring Camp, ki mu je prinesla slavo širom Amerike.
Leta 1870 je za cel dan zadržal tiskanje revije, da je v njej lahko objavil svojo pesem ob smrti Charlesa Dickensa, Dickens in Camp. 
Odločen, da bo uspel kot literat, se je leta 1871 preselil na vzhod ZDA v Boston. Takoj je dobil službo pri mesečniku The Atlantic Monthly in za objavo 12 zgodbic zaslužil deset tisoč dolarjev, vseeno pa je njegova slava začela zamirati. V naslednjih letih se je trudil, da bi objavil kakšno novo delo oz. ponovno objavil staro delo. Pisal je članke o zlati mrzlici in prodajal reklamno glasbo.
Leta 1878 je sprejel mesto konzula v nemškem mestu Krefeld, leta 1880 pa mesto konzula v škotskem Glasgowu. Od leta 1885 naprej je živel v Londonu. V Evropi je preživel 24 let. Umrl je za rakom v grlu.

## Delo
Objavil je naslednja dela: The Tales of the Argonauts (več kratkih zgodbic, 1875), Plain Language from Truthful James (satira glede rasnega razlikovanja, 1870), The Crusade of the Excelsior (1887), The Stolen Cigar-Case (parodija na zgodbe Sherlocka Holmesa), The Society upon the Stanislaus (tragikomična pesem), Nord-Amerika, seine Städte und Naturwunder, sein Land und seine Leute (avtor dela je Ernst von Hësse-Wartegg, Harte je pripomogel k nastanku dela).

## Bret Harte in slovenska književnost
Harte je bil v 19. stoletju slovenskim bralcem dobro poznan. O njem so prebirali v domačem nemškem časopisju, Josip Jurčič je z njim 1876 otvoril knjižno zbirko Slovenska knjižnica, v Beatinem dnevniku ga omenja Luiza Pesjak. V ameriškoslovenskih časopisih so objavljali prevode njegovih pripovedi v nadaljevanjih, v samostojni knjigi sta v slovenščini izšli dve njegovi deli. 
- Kalifornske povesti (1876) (COBISS), prevedel Maks Pleteršnik
- Tennessejev družabnik (1961) (COBISS), prevedla Gitica Jakopin
- Razne pripovedke: Silvestrov otročiček (1898) (COBISS), prevedel Vinko
- Bedak, Glas naroda 1901
- Klatež, Glas naroda 1902
- Pesnik iz Sierra Flat,Glas naroda 1902
- Božična noč v dolini Sacramento, Glas naroda 1902
- Na polju in livadi,Glas naroda 1907
- Pesnica iz Fiddletowna, Glas naroda 1908
- Mr. Thompsonov zgubljeni sin, Glas naroda 1909
- Van Li, pogan, Amerikanski Slovenec 1912
- Moj prijatelj potepuh, Amerikanski Slovenec 1916
- Desno oko: Povest z ameriškega zapada, Glas naroda 1917
- Srebrna ruda. Kalifornijska povest, Glas naroda 1917
- Čuvaj na svetilniku, Amerikanski Slovenec 1917